# Incidente da floresta de Rendlesham

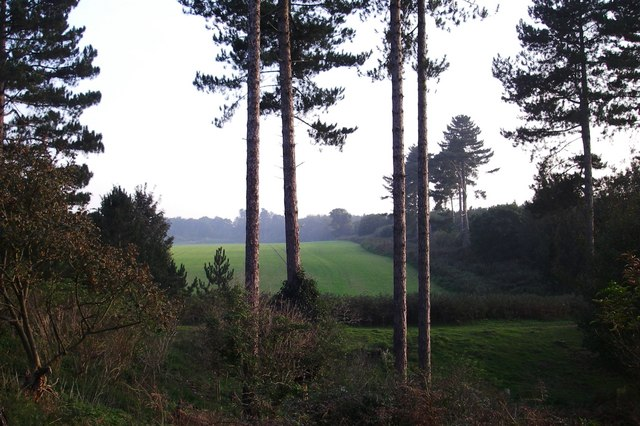
O local da alegada aterragem

O Incidente da floresta de Rendlesham é o nome dado a uma série de avistamentos relatados de luzes inexplicáveis e o pouso de um objeto voador não identificado na floresta de Rendlesham, Suffolk, Inglaterra no final de Dezembro de 1980. É talvez o caso mais famoso de OVNIs acontecido na Grã-Bretanha e está entre os eventos de OVNIs mais conhecidos do mundo.

## Acontecimentos
O local dos acontecimentos ficava entre duas bases da força aérea norte-americana em solo britânico, atualmente desativadas: Bentwaters e Woodbridge, que datavam da Segunda Guerra Mundial. 

### Primeiro episódio
Nas primeiras horas da manhã de 26 de dezembro de 1980, foram avistadas luzes sobre a floresta de Rendlesham, no que primeiro se supôs ser um acidente de avião. O Sargento James Penniston e os aviadores Edward Cabansag e John Burroughs foram em busca do local do possível acidente. Chegando à área em questão, na floresta de Rendlesham, testemunhas disseram que havia uma luz brilhante emanando de um objeto intacto no chão da floresta. Quanto mais perto as testemunhas se aproximavam  do objeto, pior era a  qualidade do contato de rádio com a base. O aviador Cabansag ficou para trás para manter o contato de rádio com a base. Penniston e Burroughs continuaram a aproximar-se do objeto e descreveram-no em seus relatórios como de forma triangular, com cerca de dois metros e meio de comprimento e dois metros de altura. Luzes azuis e amarelas percorriam a superfície do objeto. O ar estava carregado de eletricidade estática. Penniston e Burroughs observaram o aparelho durante cerca de 10 minutos. Então Penniston decidiu examinar o objeto mais de perto. Ele aproximou-se do objeto, circulou-o, tocou-o e anotou num bloco de notas os símbolos que alegadamente viu na superfície do objeto. Segundo ele, o objeto era quente e macio — como vidro, mas de "qualidade metálica". De acordo com as testemunhas, após 25 minutos, a luz do objeto se intensificou repentinamente, silenciosamente começou a descolar e desapareceu no ar a uma "velocidade impossível". A investigação subsequente do local revelou três depressões no terreno e radioatividade acima do normal em alguns locais. O objeto foi detectado por radar.

### Segundo episódio

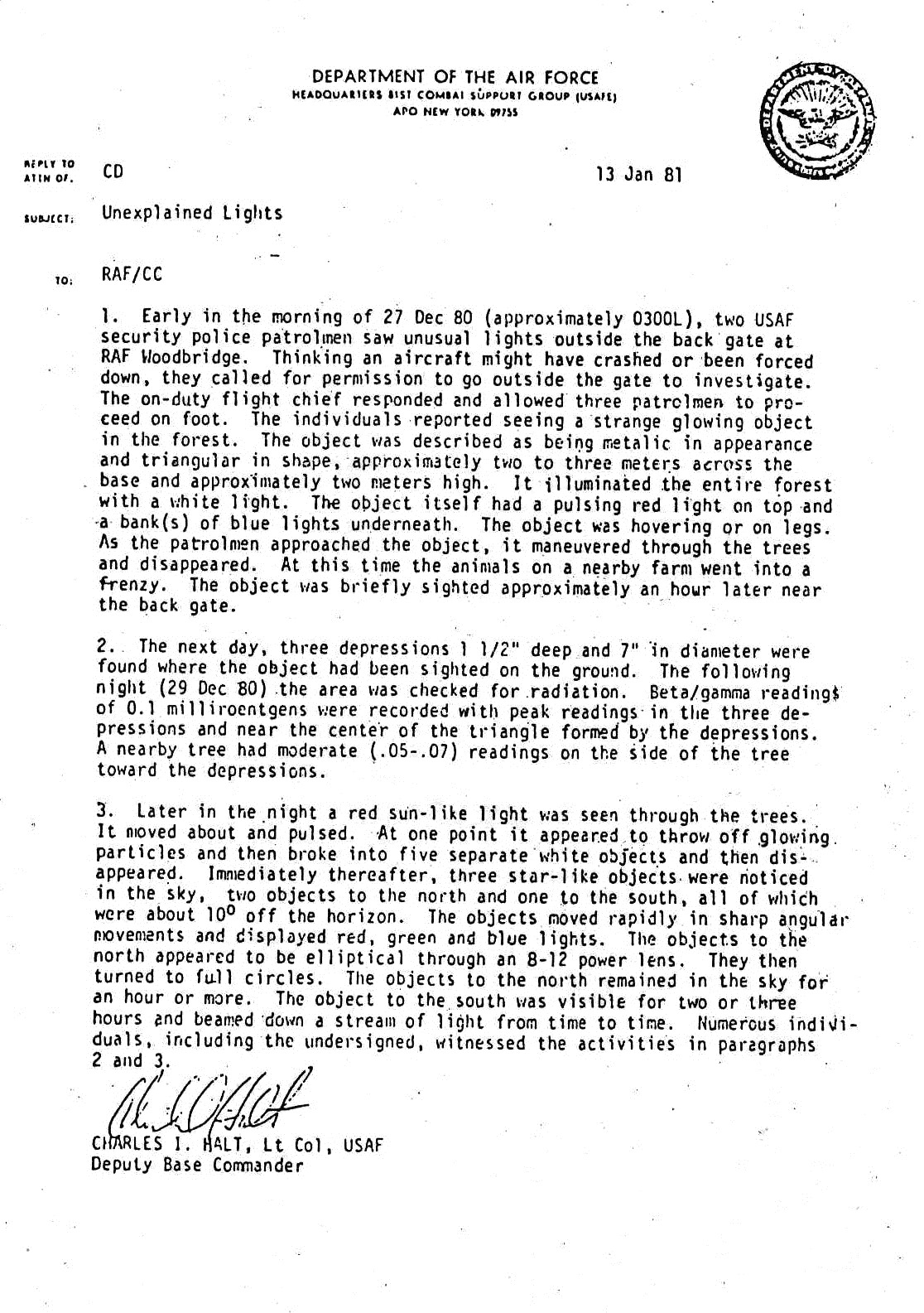
Memorando do Coronel Halt para a RAF

Na noite de 28 de dezembro de 1980, luzes foram vistas novamente sobre a floresta de Rendlesham. O vice comandante da base, tenente-coronel Charles Halt, foi com quatro militares —  o segundo-tenente Bruce Englund (comandante de voo), o sargento Bobby Bali (superintendente de voo), o Sargento Monroe Nevels e um jovem policial de segurança, Adrian Bustzina — examinar essas luzes. Nevels trouxera uma câmara fotográfica e um contador Geiger. Charles Halt levara um pequeno gravador de bolso, onde anotou as suas impressões enquanto estava no local. Um número incerto de militares das bases rumou também ao local, apenas por curiosidade.  
No terreno segundo Halt, encontraram três mossas de 5 cm de profundidade e 30 cm de diâmetro no solo, num padrão triangular. As testemunhas disseram mais tarde que podiam distinguir uma luz vermelho alaranjada pulsante na floresta, manobrando em ziguezague entre as árvores. Havia sinais de "radiação suave" e evidência física, incluindo um buraco na copa de uma árvore e ramos quebrados. Havia abrasões nas laterais das árvores que estavam de frente para o local do pouso.  
Os homens seguiram a luz até um campo na orla da floresta, onde ela pareceu explodir. No entanto, a  busca pelos restos da suposta explosão não teve sucesso. Durante a busca, Halt disse que vários objetos distantes apareceram no céu com luzes vermelhas, azuis e verdes. Uma dessas "coisas" aproximou-se rapidamente e parou diretamente acima duma das  testemunhas. O objeto foi descrito mais tarde como sendo oval, vermelho alaranjado e com um centro negro, como um olho, que piscava. Um feixe de luz vermelha, semelhante a um laser, foi emitido do objeto e atingiu a terra a poucos metros das testemunhas. Então o objeto rapidamente se afastou e desapareceu de vista junto com os outros objetos. Da base militar, as luzes teriam sido visíveis por mais de duas horas. De tempos em tempos, feixes de luz eram enviados para o solo. De acordo com Halt, um dos objetos sobrevoou uma instalação de armazenamento de armas na base da força aérea e enviou feixes de luz para a instalação.  O tempo todo havia dificuldades de comunicação com a base, pois todas as três frequências de rádio estavam a falhar.
O oficial de ligação da Royal Air Force (RAF),  pediu ao Tenente-coronel Halt que  preenchesse um memorando, o que ele fez em 13 de Janeiro de 1981 — “Luzes Inexplicadas” — e uma cópia foi enviada para o Ministro da Defesa britânico e para a 3ª Força Aérea. O memorando descrevia o avistamento de Penniston e dos dois patrulheiros do objeto triangular pousado no solo, bem como as depressões e outras evidências físicas encontradas no local. Descrevia também as várias luzes e objetos que Halt e várias outras pessoas testemunharam subsequentemente.

### Testemunhos de civis
Gordon Levitt, natural de Sudbourne, esteve entre as testemunhas civis do incidente. Segundo ele, na noite de 28 ou 29 de dezembro, entre as 19h e as 20h, ele passeava com o seu cão quando notou um objeto luminoso no céu movendo-se silenciosamente na sua direção. De acordo com a descrição de Levitt, o objeto era em forma de cogumelo, levemente arredondado e emitindo uma luz esverdeada. Moveu-se primeiro em direção a Levitt e depois virou em direção a Woodbridge. De acordo com a descriçao  de Gordon Levitt, o objeto voador  também foi notado pelo seu cão, que teria sofrido um choque e que no dia seguinte se recusou a sair à rua. 
Outro morador local, Gerry Harris, e a sua esposa também observaram luzes incomuns sobre a floresta de Rendlesham. Harris diz que chegou a casa depois de visitar amigos por volta das 23h30 da noite de 26 de Dezembro e o casal se preparou para dormir pouco depois. Olhando pela janela, Harris observou luzes muito brilhantes subindo e descendo sobre a floresta de Rendlesham. No início, sua esposa assumiu que era apenas um avião, mas Gerry discordou, argumentando que a ser um  "avião" teria caído há muito tempo, dada a maneira como voava. Harris assumiu que era algum tipo de espetáculo da Força Aérea dos EUA — uma impressão que se parecia confirmar depois que Harris ouviu os sons de veículos se aproximando e gritos distantes. Durante a observação, uma das estranhas luzes mergulhou de repente na floresta e alguns minutos depois voou novamente em alta velocidade. Nos dias que se seguiram, Harris observou que os trabalhadores florestais removeram várias árvores do local onde o OVNI supostamente poisara. Os trabalhadores florestais afirmaram que as árvores haviam sido derrubadas por causa do "aumento de radioatividade". 

## Fatos posteriores
A gravação feita pelo Tenente-coronel Charles Halt foi apresentada numa reunião da Third Air Force, na presença do seu comandante à época, o General Robert Bazley. Todos se conservaram em silêncio. A gravação começou a ser divulgada, sem o conhecimento de Charles Halt, em várias festas. Em 1983, o memorando que redigira foi tornado público conforme a Lei da Liberdade de Informação, apesar do seu desejo declarado de o destruir. Em 1984, também a fita gravada se tornou pública.
Segundo o Tenente-coronel Charles Halt, agentes do Escritório de Investigações Especiais (OSI -Office of Special Investigations), o principal serviço de investigação da Força Aérea estiveram na base e secretamente investigaram o caso nos dias que se seguiram ao incidente. Os agentes do OSI interrogaram rigorosamente cinco jovens aviadores, que eram testemunhas chave. Esses homens relataram depois que os agentes lhes disseram para se calarem, ou as  suas carreiras estariam em risco. 
Oficialmente, o caso foi considerado pelo MoD (Ministério da Defesa britânico) como "sem significado em termos de defesa".